# Bandera de la República Popular de Lugansk
La bandera de la República Popular de Lugansk, es el símbolo nacional junto al escudo de armas.

## Descrpción
La bandera estatal de la República Popular de Lugansk es una bandera rectangular de tres franjas horizontales iguales: arriba - azul cielo, medio - Azull y la inferior - rojo. La relación entre el ancho de la bandera de su longitud es de 2:3.
La bandera se basa en el principio similar al de la bandera de la RPD, repitiendo, a excepción de la franja superior, la bandera rusa, aunque anteriormente había versiones de las banderas con la franja negra arriba, al igual que en la RPD. Actualmente, el estatuto de la bandera está reglamentado por la Ley de la RPL del 2 de noviembre de 2014 "Sobre la bandera Estatal de la República Popular de Lugansk".

## Colores de la bandera
Los colores de la bandera de la República Popular de Lugansk se determinan con la "Ley sobre la bandera Estatal de la República Popular de Lugansk".
| Colores | Azul cielo  | Azul     | Rojo    |
| ------- | ----------- | -------- | ------- |
| RGB     | 100-200-255 | 0-57-166 | 240-0-0 |
| HTML    | #64C8FF     | #0039A6  | #F00000 |

## Historia
La primera versión fue muy similar a la enseña usada por la República Popular de Donetsk. Las principales diferencias entre ambas consistieron en la presencia de una franja superior de color azul claro o cian en vez de negro, presente en la bandera de Donetsk, y en el escudo de armas que fue sustituido por el de Lugansk y situado entre las palabras en ruso "República de Lugansk" (Луганская Республика). La bandera empleada en la actualidad fue adoptada durante el mes de octubre de 2014, en ella el nombre de la República fue sustituido por sus iniciales y el escudo de armas sostenido por un águila bicéfala fue reemplazado por otro con el diseño y los elementos característicos de la emblemática soviética.

Bandera histórica de Luhansk
Primera versión de la bandera de la República Popular de Lugansk.
Bandera de la República Popular de Lugansk (2014/11/02-2014/11/26).
Bandera actual de la República Popular de Lugansk